# نینوچکا
نینوچکا (به انگلیسی: Ninotchka) یک فیلم کمدی آمریکایی ۱۱۰ دقیقه‌ای به کارگردانی ارنست لوبیچ با بازی گرتا گاربو و ملوین داگلاس محصول سال ۱۹۳۹ است که به سفارش و با پشتیبانی کمپانی مترو گلدوین مایر ساخته شده‌است.
فیلمنامه این فیلم بدست بیلی وایلدر، چارلز براکت و والتر ریش بر پایه داستانی از ملشیور لنگیل نوشته شده است و نخستین فیلم کمدی با حضور گرتا گاربو است که به عنوان فیلم پیش‌فرض او شناخته می‌شود. این اثر، یکی از نخستین فیلم‌های آمریکایی است که تحت پوشش یک کمدی عاشقانه، در سبکی ویژه، شوروی را تحت عنوان جوزف استالین به صورتی خشک، سخت و خاکستری نشان می‌دهد و آن را با جامعه آزاد و آفتابی پاریس سالهای پیش از جنگ مقایسه می‌کند.

## طرح و ایده اصلی
سه نماینده اتحاد جماهیر شوروی، ایرانوف (زیگ رومان)، بولژانف (فلیکس برسارت) و کوپالسکی (الکساندر گراناخ) به پاریس می‌آیند تا جواهرات مصادره شده از اشراف در دوران انقلاب روسیه ۱۹۱۷ را بفروشند.

## بازیگران
- گرتا گاربو در نقش Nina Ivanovna "Ninotchka" Yakushova
- ملوین داگلاس در نقش Count Léon d'Algout
- آینا کلر در نقش Grand Duchess Swana
- بلا لوگوسی در نقش Commissar Razinin
- زیگ رومان در نقش Iranoff
- فلیکس برسارت در نقش Buljanoff
- الکساندر گراناخ در نقش Kopalski
- گرگوری گی در نقش Count Alexis Rakonin
- رالف سدان در نقش hotel manager
- ادوین ماکسول در نقش Mercier
- ریچارد کرله در نقش Gaston
- Tamara Shayne در نقش Anna (در عنوان‌بندی نیامده)
- جورج توبیاس در نقش Russian visa official (در عنوان‌بندی نیامده)
- چارلز یودلز در نقش Pere Mathieu, the café owner (در عنوان‌بندی نیامده)
- Edwin Stanley در نقش Soviet lawyer (در عنوان‌بندی نیامده)
- پل وایگل
- جرج دیویس